# سعد أردش
سعد أردش (16 يونيو 1924 - 13 يونيو 2008 )، ممثل مصري.

## عن حياته
بدأ حياته موظفا بالسكك الحديدية واستخدم مخازنها في تقديم عروض مسرحية للهواة قبل أن ينتقل إلى القاهرة ليلتحق بمعهد التمثيل ويحصل على دبلوم المعهد عام 1950 بالقاهرة. بعدها ذهب أردش ومجموعة من زملائه خريجي المعهد إلى زكي طليمات والذي كان وقتها عميد للمعهد ومديرا للفرقة القومية للتمثيل وطلبوا منه الالتحاق بالفرقة لكنه اعتذر بضآلة ميزانية الفرقة وقتها والتي كانت لا تزيد عن 7000 جنيها ولن تكفي لدفع رواتب للمعينين الجدد مما حدا بأردش إلى تكوين فرقة حرة تعاون فيها مع كاتب ناشئ وقتها يدعى نعمان عاشور، وقدّما من خلال هذه الفرقة عرضهما الأشهر «الناس اللي تحت» ولم تدم هذه الفرقة طويلا إذ أن أردش أوفد أواخر الخمسينات لبعثة دراسية بإيطاليا وتفرقت السبل بأبناء هذه الفرقة أمثال سناء جميل وإبراهيم سكر وعبد المنعم مدبولي.
عاد أردش من بعثته أوائل الستينات محملا بأفكار المسرحي الألماني برتولت بريخت ونظريته في كسر الإيهام ليقرر تقديم عدد من مسرحياته أولها «دائرة الطباشير القوقازية»، وقد ظل أردش مخلصا لبريخت طيلة حياته حتى أن آخر مسرحية قدمها للمسرح القومي كانت «الشبكة» عام 2007 وهي عن نص بريخت «قيام وسقوط مدينة ما هو جني».
كما أسس أردش في الستينات مسرح الجيب والذي اضطلع بمسؤلية تقديم العروض التجريبية والطليعية وعمل مديرا له.
وإن كانت السقطة الكبيرة لأردش هي إخراجه لمسرحية «هالو شلبي» للقطاع الخاص والذي يقدم أعمالا تجارية، فإنه على عكس كثيرين انزلقوا تجاوز هذه المرحلة سريعا ولم يكررها ثانية. ثم كان أن اختير في عام 1986 كأول مدير لمهرجان القاهرة الدولي للمسرح التجريبي.
توفي مساء «الجمعة» في الولايات المتحدة الأمريكية الكاتب والمخرج والممثل سعد أردش عن عمر ناهز 84 عاما بعد صراع طويل مع المرض. والفنان الراحل كان له تاريخ فني كبير وترك علامات واضحة في المسرح والسينما المصرية.
سعد أردش من مواليد مدينة فارسكور بمحافظة دمياط حصل على بكالوريوس العلوم المسرحية عام 1952 وليسانس الحقوق من جامعة عين شمس عام 1955 كما حصل على الدكتوراه من الأكاديمية الدولية للمسرح بروما عام 1961 . عمل الفنان الراحل أستاذا ورئيسا لقسم التمثيل والإخراج بالمعهد العالي للفنون المسرحية وتدرج في عدة مناصب حتى أصبح رئيسا للبيت الفني كما كان عضوا في لجنة المسرح بالمجلس الأعلى للثقافة.
نال الفنان الراحل العديد من الجوائز والأوسمة منها وسام العلوم والفنون عام 1967 وجائزة الدولة التقديرية من المجلس الأعلى للثقافة وشملت رحلته الفنية التي استمرت لقرابة 40 عاما أعمالا متميزة سواء في التمثيل أو الإخراج ومن أشهر أعماله «سكة السلامة»، «المال والبنون»، «عطوة أبو مطوة»، «الأسطى حسن»، «شباب امراة» وغيرها من الأعمال التي تعد علامات في مسيرة المسرح والسينما المصرية.
للراحل العديد من المؤلفات الفنية والدراسات والأبحاث والترجمات أهمها «المخرج في المسرح المعاصر»، «خادم سيدين»، «ثلاثية المصيف»، «جريمة في جزيرة الماعز»، «انحراف في مقر العدالة»، «أجويني»، «بياتريس»، و«كارلو جولدوني» وهي سلسلة مسرحيات عالمية. كما قدم الفنان الراحل العديد من الدراسات لدوريات فنية وثقافية متخصصة في مصر والعالم العربي مثل «مجلة المسرح»، «فصول الإبداع الفني»، و«أعلام العراق».

## روابط خارجية
- سعد أردش على موقع الدهليز
- سعد أردش على موقع قاعدة بيانات الأفلام العربية
- سعد أردش على موقع ديسكوغز (الإنجليزية)